# Нельсон (фильм, 1918)
«Не́льсон» (англ. Nelson) — британский исторический фильм, режиссёра Морис Элви, основанный на биографии британского вице-адмирала Горацио Нельсона. 

## Сюжет
Сюжет фильм повествует «вдохновляющую» Горацио Нельсона. Сэр Роберт Фримантл в роли самого себя рассказывает историю Королевского военно-морского флота Великобритании. Реконструированы сцены из жизни Нельсона.

## В ролях
- Дональд Кэлтроп[англ.] — Горацио Нельсон
- Мальвина Лонгфеллоу[англ.] — леди Хэмилтон
- Айви Клоуз — миссис Несбит
- Эрнест Тесайджер — Уильям Питт-младший
- Аллан Джейес[англ.] — сэр Уильям Хэмилтон
- Эдвард О’Нил[англ.] — король Неаполя
- Тедди Арунделл[англ.] — капитан Берри
- Эрик Баркер[англ.] — Нельсон (в детстве)

## Съемки
Съемки фильма проходили при поддержке ВМФ Великобритании в городе Портсмут. Премьера фильма состоялась в кинотеатре «Альгамбра» в присутствие делегации дипломатов.